# Liebau (Pöhl)
Liebau ist ein Ortsteil der Gemeinde Pöhl im Vogtlandkreis (Freistaat Sachsen). Er wurde am 1. Juli 1950 nach Ruppertsgrün eingemeindet, welches sich wiederum am 1. Januar 1994 mit den Gemeinden Jocketa, Helmsgrün, Möschwitz und Herlasgrün zur neuen Gemeinde Pöhl zusammenschloss.

## Geografie

### Lage
Liebau liegt am Ostufer der Weißen Elster unweit der Landesgrenze zu Thüringen. Die Ortsflur wird im Norden vom Rentzschmühlenbächel und im Süden vom Burghardtsgraben begrenzt. Der Ort befindet sich im Nordwesten der Gemeinde Pöhl im Zentrum des Naturraumes Vogtland (Vogtländische Schweiz) im sächsischen Teil des historischen Vogtlands. In der Liebauer Ortsflur liegt im Nordwesten ein Teil der Siedlung Rentzschmühle und im Süden ein Teil der Siedlung Barthmühle.

### Nachbarorte
| Rentzschmühle | Ruppertsgrün                                |              |
| Trieb         | Kompassrose, die auf Nachbargemeinden zeigt | Ruppertsgrün |
| Barthmühle    | Jocketa                                     |              |

## Geschichte
Der Ort bzw. die Burg Liebau wurden erstmals im Jahr 1327 als „Lubawe“ erwähnt. In Liebau, einem der historischen Zentren der heutigen Gemeinde Pöhl, entstanden über die Jahrhunderte drei nennenswerte Bauwerke. Zunächst existierte im Ort eine Wehranlage, danach die auch als Bergschloss bekannte Burgruine sowie das Herrenhaus. Die Wehranlage wurde bereits vor 1200 durch die Grafen von Everstein errichtet. Nachdem die ursprüngliche Burg im 13. Jahrhundert aufgegeben wurde, entstand etwa eine halben Kilometer entfernt an der Stelle der heutigen Ruine der Burg Liebau ein Herrensitz. Die erste urkundliche Erwähnung der (neuen) Burg auf dem Bergsporn über der Weißen Elster erfolgte 1327. In diesem Jahr bot Vogt Heinrich von Plauen das „castrum Lubawe“ dem böhmischen König als Lehen an. 1357 kam die Burg durch einen Tausch an die Wettiner. Die Herren von Dölau, welche seit 1441 im Besitz der Burg Liebau waren, veranlassten zwischen 1500 und 1550 unter anderem Umbauten im Stil der Renaissance. Im Dreißigjährigen Krieg veranlassten im Jahr 1640 schwedische Truppen Schäden, die bis 1644 wieder behoben waren. Die Burg Liebau blieb bis auf eine kurze Unterbrechung von 1599 bis 1607 noch bis 1725 im Besitz der Familie Dölau, danach ging sie an die Schwester der Witwe des letzten Besitzers, Johanna Charlotte von Beust, über. Diese bewohnte das damals schon baufällige Bergschloss noch bis 1742. Nach ihrem Auszug setzte unweigerlich der Verfall ein. Die nachfolgenden Besitzer verlegten ihren Wohnsitz in ein Herrenhaus. Die Familie Siebert, welche seit 1862 im Besitz des Rittergutes war, veranlasste in den Jahren 1875/1876 den Abriss und den Neubau im Stil der Neugotik, der heute ebenfalls eine Ruine ist.
Der Ort Liebau gehörte bis ins 19. Jahrhundert zur Grundherrschaft des Ritterguts Liebau. Bezüglich der Verwaltung gehörte Liebau bis 1856 zum kursächsischen bzw. königlich-sächsischen Amt Plauen. 1856 wurde der Ort dem Gerichtsamt Elsterberg und 1875 der Amtshauptmannschaft Plauen angegliedert. Im Jahr 1945 wurde Phillip Hermann Siebert im Zuge der Bodenreform enteignet. Die Gemeinde Liebau übernahm das Herrenhaus im Jahr 1950. Seitdem wurde es als Wohnhaus genutzt.
Am 1. Juli 1950 wurde Liebau nach Ruppertsgrün eingemeindet. Durch die zweite Kreisreform in der DDR kam die Gemeinde Ruppertsgrün, zu der Liebau seit 1950 gehörte, im Jahr 1952 zum Kreis Plauen-Land im Bezirk Chemnitz (1953 in Bezirk Karl-Marx-Stadt umbenannt), der ab 1990 als sächsischer „Landkreis Plauen“ fortgeführt wurde und 1996 im Vogtlandkreis aufging. Nachdem das Herrenhaus bis 1991 leer gezogen war, begann der Verfall des Gebäudes. Zwischen 1995 und 1997 erfolgten Sicherungs- und Restaurierungsarbeiten an der Burgruine. In der Gegenwart plant ein Verein den Wiederaufbau des Herrenhauses. Von der Burgruine sind von der noch Teile des Treppenturmes, des Palas und von Umfassungsmauern vorhanden. Dort findet seit über zwei Jahrzehnten das jährliche Ruinenfest statt. Die Gemeinde Ruppertsgrün mit ihren Ortsteilen Rentzschmühle, Liebau und Christgrün schloss sich im Zuge der Gemeindereform im Freistaat Sachsen am 1. Januar 1994 mit den Gemeinden Helmsgrün, Herlasgrün, Jocketa und Möschwitz zur neuen Gemeinde Pöhl zusammen.

## Verkehr
Durch die Ortsflur von Liebau führen die Bahnstrecke Leipzig–Hof mit den in der Nähe Liebaus liegenden Stationen in Ruppertsgrün und Jocketa und die Strecke Gera Süd–Weischlitz (Elstertalbahn) mit den nahegelegenen Stationen in Rentzschmühle und Barthmühle. Die Züge halten nicht in Liebau.
Der Ort ist mit der vertakteten RufBus-Linie 76 des Verkehrsverbunds Vogtland an Jocketa, Herlasgrün und das Gewerbegebiet Treuener Höhe angebunden. In Jocketa besteht Anschluss zur Vogtlandbahn nach Plauen und Zwickau, im Gewerbegebiet Treuener Höhe wird die TaktBus-Linie 63 nach Lengenfeld und Plohn erreicht.